# بوفيليمون
بوفيليمون هي بلدية فرنسية تقع في إقليم الأردين في منطقة غراند إيست. 

## الأماكن والمعالم الأثرية

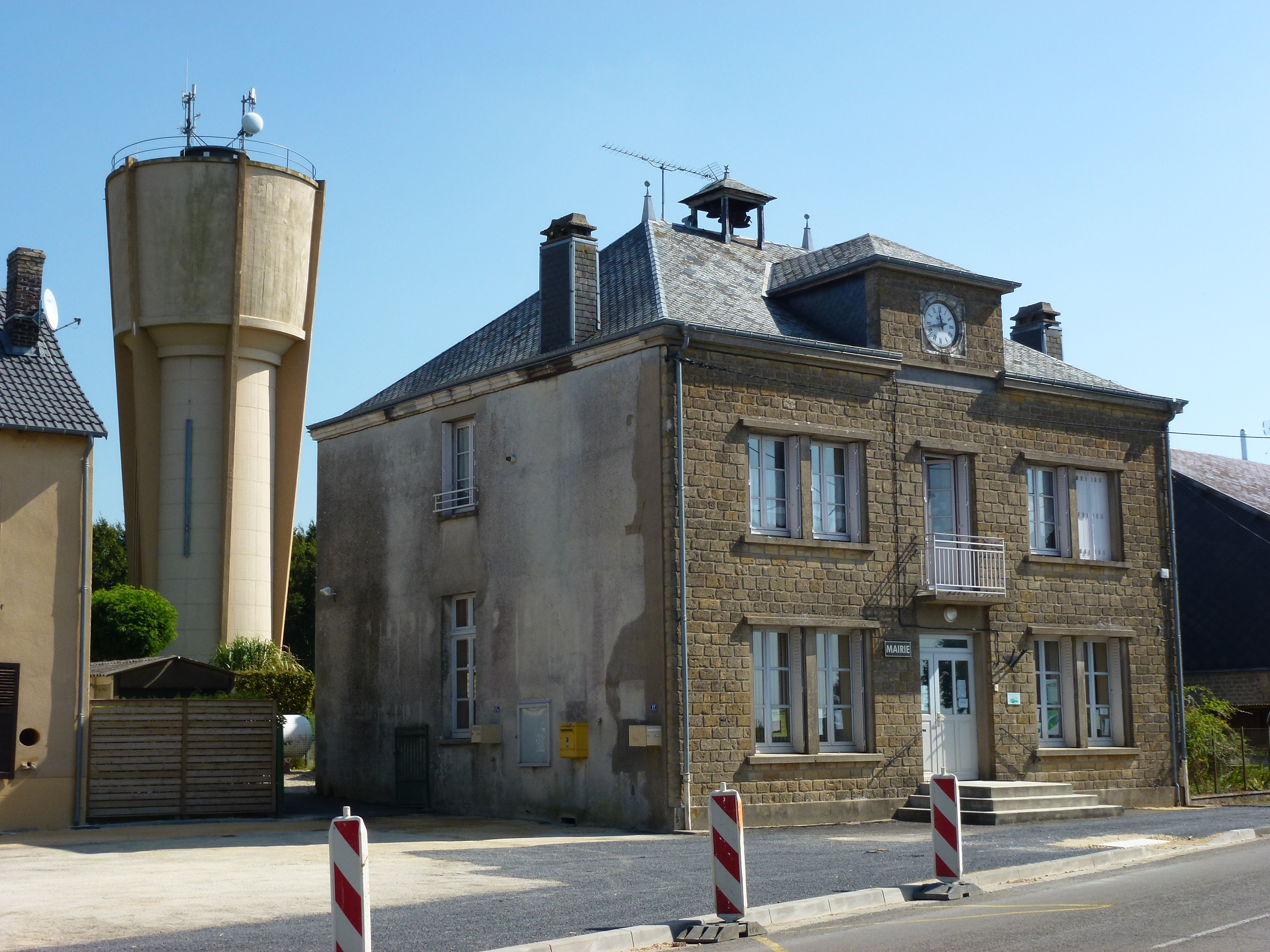
مقر البلدية
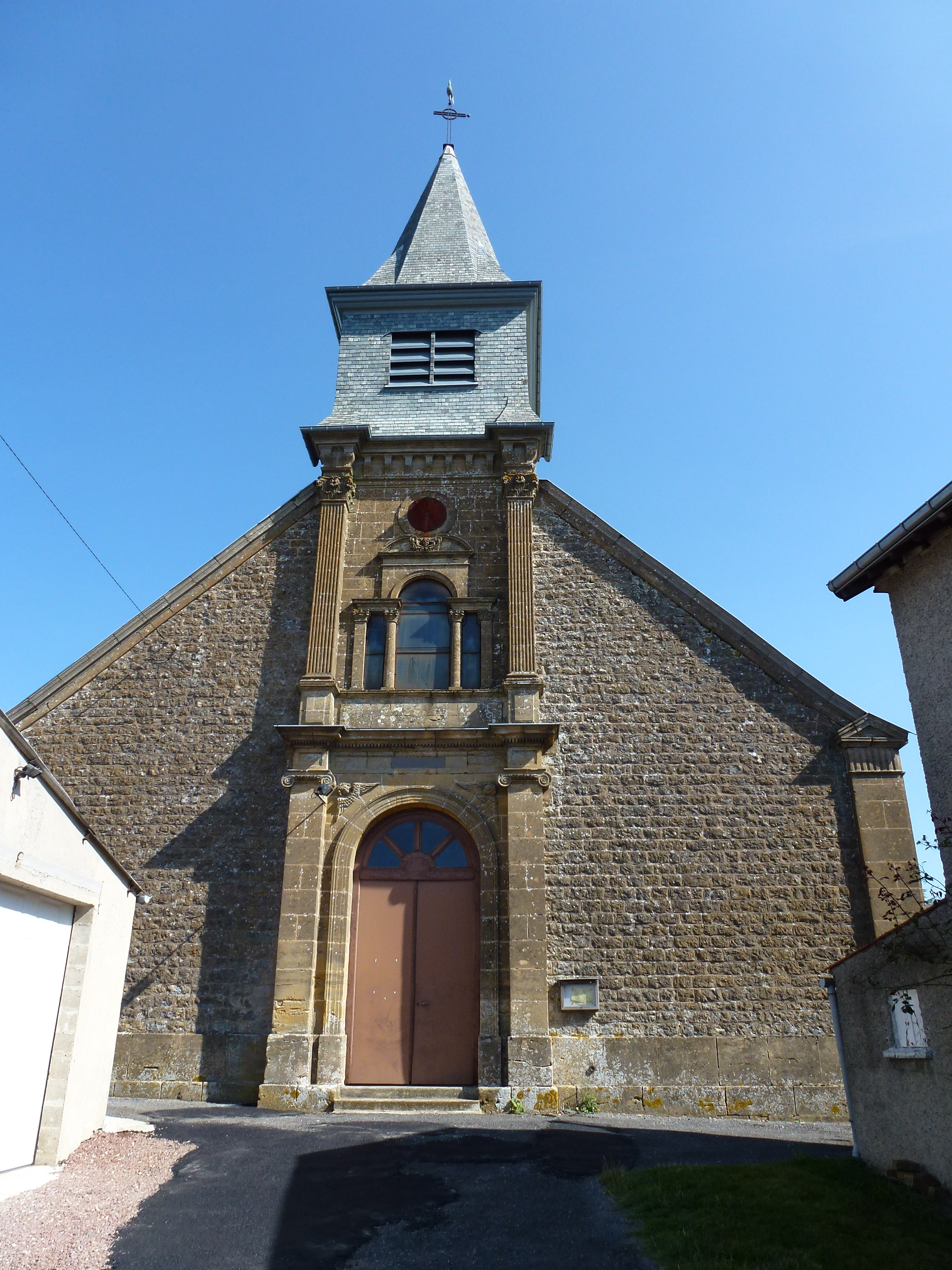
كنيسة سانت فنسنت دي بول.